# Pandemia de COVID-19 en Bélgica
Se confirmó que la Pandemia de COVID-19 se extendió a Bélgica el 4 de febrero de 2020, cuando se confirmó el primer caso de COVID-19 en Bruselas.
Actualmente es el país es uno de los más afectados por la pandemia, teniendo una letalidad de 62 fallecidos por cada 100 mil habitantes, siendo la tasa más alta de mortalidad debido a la enfermedad. Hasta el 30 de abril de 2020, las autoridades belgas habían notificado 48.519 casos confirmados, con un total de 7.594 muertes y 11.576 pacientes dados de alta. Actualmente, 4.050 personas en hospitales belgas padecen COVID-19, incluidas 797 en cuidados intensivos. Sin embargo, es probable que el número real de infecciones sea mucho mayor que el número de casos diagnosticados, ya que las pruebas de laboratorio se limitan a personas específicas y personas con síntomas graves, y porque muchas personas con síntomas leves o sin síntomas no buscan ayuda médica, incluso si es probable que transmitan el virus.
A diferencia de la mayoría de los otros países, que publican cifras basadas únicamente en muertes confirmadas en hospitales, las cifras de muertes reportadas por las autoridades belgas incluyen muertes en la comunidad, especialmente en hogares de cuidado, confirmadas como causadas por el coronavirus, así como un número mucho mayor de tales muertes sospechosas de haber sido causadas por el virus, incluso si la persona no fue examinada.
Hasta el 21 de febrero de 2022, se contabiliza la cifra de 3,494,223 casos confirmados 29,920 fallecidos y 2,491,576 pacientes recuperados del virus.

## Medidas
El 29 de enero, Bélgica emitió un aviso de viaje que desaconseja los vuelos no esenciales a China, excluyendo Hong Kong, y algunas compañías de viajes cancelan todos los vuelos a China. El 1 de marzo, cuando se confirmó un segundo caso de coronavirus en Bélgica, se activó la fase 2 de la estrategia de contención de riesgos para la salud. El alcalde de Sint-Lambrechts-Woluwe, Olivier Maingain, fue uno de los únicos alcaldes en tomar medidas para prevenir la propagación del nuevo coronavirus, restringiendo el acceso a las escuelas, instalaciones deportivas y lugares públicos para las personas que regresaron de áreas en riesgo. Solo unas pocas escuelas, como International School Ghent, han colocado a los estudiantes en cuarentena que han regresado de áreas en peligro, como el norte de Italia.
El 10 de marzo, el gobierno informó la cancelación de todos los eventos internos programados para la participación de más de 1000 personas en marzo. El primer ministro Wilmès enfatizó que esto no era una interdicción, sino una recomendación. Las escuelas permanecieron abiertas, pero se les aconsejó cancelar los viajes al extranjero y las excursiones de varios días en general. Se recomendó a las empresas que sus empleados trabajen desde casa tanto como sea posible y que permitan horarios de trabajo flexibles para difundir mejor el uso del transporte público durante todo el día. Las autoridades llamaron a esto una fase mejorada 2.
A finales de la tarde del 12 de marzo, después de una reunión del Consejo de Seguridad Nacional, el gobierno belga entró en la fase federal de gestión de crisis y ordenó el cierre de escuelas, clubes, cafeterías y restaurantes, y la cancelación de todas las reuniones públicas. para fines deportivos, culturales o festivos a partir del viernes 13 de marzo a la medianoche. Se hizo hincapié en que las medidas tomadas no eran un bloqueo, ya que las personas no están obligadas a quedarse en casa.
El 17 de marzo, el Consejo de Seguridad Nacional decidió tomar medidas adicionales, basadas en la evolución de la propagación de COVID-19 en Bélgica y las recomendaciones de expertos. Se impusieron medidas de distancia social más estrictas desde el mediodía del día siguiente hasta el 5 de abril, con viajes no esenciales prohibidos, cierre de tiendas no esenciales, reuniones prohibidas y multas para obligar a las empresas y a las personas a cumplir con las normas.
El 20 de marzo, a las 3 p. m., Bélgica cerró todas sus fronteras para todos los viajes no esenciales. Anteriormente, el gobernador de Flandes Occidental se había quejado de que ciudadanos holandeses y franceses vinieron a Bélgica por turismo o compras, mientras que los alcaldes de municipios cercanos a la frontera con los Países Bajos, como Paul Van Miert de Turnhout, les preguntaron a sus colegas Las autoridades holandesas solicitarán a las autoridades nacionales de los Países Bajos que implementen medidas similares a las de Bélgica, para evitar que los ciudadanos belgas visiten cafés o restaurantes holandeses. A partir del 25 de marzo, las personas que llegaron al aeropuerto de Bruselas recibieron un folleto que les recomendaba permanecer en cuarentena durante dos semanas. El 27 de marzo, el Consejo de Seguridad Nacional y los gobiernos decidieron extender las medidas adoptadas hasta el 19 de abril (fin del receso de Pascua), con la opción de extender el período por dos semanas hasta el 3 de mayo. El gobierno belga está estudiando la posibilidad de otorgar una bonificación a los profesionales de la salud por el esfuerzo extraordinario realizado durante la crisis, con un pago de 1.000 a 1.450 euros.

## Impacto
Siguiendo las medidas de contención del gobierno federal, muchas empresas belgas tuvieron que cerrar temporalmente o reducir el número de empleados en el trabajo, lo que resultó en 1.25 millones de personas en desempleo temporal.
Las empresas belgas sufren la crisis del coronavirus, como los productores de papas fritas que informaron una caída en la demanda de especialidades de papa.
Al igual que la mayoría de las aerolíneas del mundo,  la aerolínea de bandera nacional Brussels Airlines suspendió todos sus vuelos comerciales a partir del 21 de marzo, originalmente hasta el 19 de abril, pero retrasó el reinicio de las operaciones primero hasta el 15 de mayo, y luego hasta 1 de junio [217], luego gradualmente a partir del 15 de junio.
Con los bares, cafeterías y otros negocios cerrados, las cervecerías belgas comenzaron a entregar directamente a las personas que se autoaislan en casa. Algunos bares y cafeterías han recaudado fondos mediante la venta de vales anticipados que se pueden canjear cuando los establecimientos vuelven a abrir.

## Estadísticas

### Casos por provincias y regiones
| Amberes            | 680 446   | 5 538 497  | 19 324  |
| Brabante Valón     | 155 691   | 1 226 166  | 2112    |
| Bruselas-Capital   | 462 385   | 4 104 158  | 9179    |
| Henao              | 468 666   | 3 328 384  | 18 102  |
| Limburgo           | 462 385   | 2 472 965  | 9179    |
| Lieja              | 382 345   | 2 670 870  | 14 149  |
| Luxemburgo         | 109 579   | 766 555    | 2358    |
| Namur              | 181 686   | 1 232 599  | 4746    |
| Flandes Oriental   | 570 768   | 4 764 914  | 16 881  |
| Brabante Flamenco  | 412 965   | 3 590 172  | 5473    |
| Flandes Occidental | 449 848   | 3 926 759  | 17 022  |
| N/A                | 58 057    | 860 332    | -       |
| Bélgica            | 4 246 078 | 34 482 371 | 127 838 |

## Respuesta de la Unión Europea
A partir de finales del primer trimestre de 2020, varios de los Estados miembros de la Unión se confrontaron a la crisis sanitaria de la pandemia de COVID-19. El impacto mediático generado por la situación, precipitó a los gobiernos nacionales y a las instituciones europeas a una situación sin precedentes, que en marzo, llevó a que los Estados miembros aceptaran la recomendación emitida por la Comisión Von der Leyen sobre lo que deberían hacer para restringir la entrada en el territorio a los residentes extracomunitarios. Casi al mismo tiempo, la Comisión lanzó su primera reserva de material médico con el fin de repartirlo a los Estados de la Unión más afectados por la pandemia.
En abril se sucedieron numerosas acciones políticas en respuesta a la crisis. En primer lugar reaccionó el Banco Central Europeo (BCE) con un programa de compra de títulos para evitar el colapso de los mercados de deuda, lo que contribuyó a estabilizar la situación financiera. Entonces, tras ser aprobada por primera vez la denominada “cláusula general de salvaguarda” prevista para escenarios de graves crisis generalizadas que afecten a la eurozona, la Comisión pudo levantar los límites que fijaba el pacto de estabilidad y crecimiento. De esta forma se autorizó a los gobiernos nacionales a inyectar en la economía tanto dinero «como fuese necesario». A dicha flexibilización se añadieron también los cambios en la autorización de ayudas públicas, ya que la normativa permitió otorgar hasta 800.000 euros por compañía en forma de subvención directa o ventajas fiscales. De manera complementaria, el Eurogrupo logró un acuerdo la segunda semana de abril que estableció los detalles de la primera red de seguridad comunitaria contra los efectos de la pandemia.
Pero el anuncio más destacado llegó el 18 de mayo de 2020, cuando en una rueda de prensa Merkel y Macron presentaron un plan para la UE en el marco de la crisis de la pandemia. Este impulso se integró con varias acciones institucionales de las semanas anteriores, y sirvió de base al plan recuperación económica (Next Generation EU) presentado por Von der Leyen la semana siguiente. Empero, el anuncio conjunto de Merkel y Macron fue impulsado por un fallo del Tribunal Constitucional de Alemania, que días antes había puesto en duda la independencia del Banco Central Europeo (BCE) para mantener a flote las economías de los miembros más vulnerables de la organización, así como la gobernabilidad de la UE. Hasta entonces, Merkel —quien ocho años antes, en el punto más álgido de la crisis del euro, aseguró que no habría eurobonos «mientras yo viva»— se había opuesto a la propuesta de Macron para crear un fondo que obligaría a los 27 a aumentar la deuda de forma conjunta.
En diciembre de 2020, la vacuna Tozinameran contra la COVID-19 logró la autorización de comercialización en la UE. BioNTech (Societas europaea), el laboratorio al origen de dicho producto, había recibido más de 9 millones de euros de financiación de la UE para la investigación durante la década precedente. Además, en junio fue beneficiario de un préstamo de 100 millones de euros del Banco Europeo de Inversiones (BEI), respaldado por la UE. Esto ayudó al laboratorio alemán a ampliar sus capacidades de fabricación y a suministrar la vacuna a nivel mundial.
En el plano internacional, durante el mes de mayo la Comisión lanzó la "Respuesta mundial al coronavirus", una acción que perseguía el «acceso universal a vacunas, tratamientos y tests de coronavirus asequibles». En la primera jornada del evento quedó cubierto el objetivo monetario de 7400 millones de euros, más de un tercio de los cuales procedían de la UE y sus Estados miembros. Este “maratón mundial de donantes”, dio paso al lanzamiento de una campaña denominada Global Goal: Unite for our Future que culminó el 27 de junio con una cumbre mundial de donantes, presidida por Von der Leyen, que recaudo 6.150 millones de euros.